# Pelagia Bereža di Ustjug
Pelagia Bereža di Ustjug (fl. XIX secolo) fu una "Stolta in Cristo" vissuta nel XIX secolo nella città di Velikij Ustjug.
È venerata come santa dalla Chiesa ortodossa russa.

## Biografia
Poche informazioni sono giunte di Pelagia prima dell'inizio della sua vita ascetica. Di famiglia medio-borghese, rimasta vedova decise in età avanzata di dedicarsi interamente alla vita di "Stolta in Cristo", così com'erano chiamati coloro i quali simulando pazzia, vivendo in povertà e pregando incessantemente ritenevano di poter prendere parte alla Passione di Gesù.
Durante tale periodo della sua vita le sue agiografie raccontano di come vivesse in povertà, dividendo quel poco che le era donato in elemosina con i poveri della città, e dormendo sempre sopra di un'asse di legno o di una stufa. Disprezzata dai suoi concittadini per la povertà che ostentava per la strada e venerata da altri che la ritenevano dotata del potere della chiaroveggenza, Pelagia fu a Ustjug una dei numerosi esponenti del movimento ascetico degli Stolti, che in passato aveva dato alla città santi importanti quali Procopio di Ustjug. La particolarità del soprannome Bereža (che in russo significa betulla) deriva dal suo patronimico Berezina.

## Miracoli e leggende devozionali
L'agiografia della santa riporta una serie di miracoli, per la maggior parte legati a una sua presunta capacità di predire eventi futuri, di cui di seguito se ne elencano i più significativi:
- Viene narrato che un giorno, incontrando una donna al mercato, Pelagia si mise improvvisamente a piangere gridando e lamentandosi che il marito, che tutti sapevano già morto, si sarebbe fatto gelare le mani al punto che sarebbe stato necessario tagliarle. La donna il giorno dopo scoprì che il marito, ubriaco, si era addormentato all'aperto congelandosi entrambe le mani, che i medici avevano poi dovuto tagliare per evitargli la morte;

- Un'altra volta, incontrando quello che in futuro sarebbe stato il sacerdote Slednikov, Pelagia gli chiese per quale motivo non fosse tornato a casa visto che quel giorno era previsto un gran matrimonio. Il ragazzo le rispose stupito che nulla di quanto lei aveva raccontato era previsto e soltanto tre giorni dopo venne a conoscenza che in realtà, nel momento in cui si intratteneva in conversazione con la santa, nella sua casa paterna si celebravano i funerali di un diacono caro allo stesso Slednikov.